# Jerzy Susek
Jerzy Józef Susek (ur. 27 lutego 1947 w Rychliku) – polski rolnik, przedsiębiorca i polityk, poseł na Sejm X kadencji.

## Życiorys
Z zawodu rolnik indywidualny, ukończył w 1973 Technikum Rolnicze. Był wiceprezesem rady Banku Spółdzielczego w Trzciance i prezesem Ludowego Klubu Sportowego „Zuch” w Rychliku.
Należał do Polskiej Zjednoczonej Partii Robotniczej, w aparacie partyjnym został członkiem Komitetu Wojewódzkiego w Pile i Komitetu Miejsko-Gminnego w Trzciance. Z ramienia partii pełnił funkcję radnego Wojewódzkiej Rady Narodowej w Pile. W wyborach w 1989 uzyskał mandat posła na Sejm kontraktowy z okręgu pilskiego. Na koniec kadencji należał do Parlamentarnego Klubu Lewicy Demokratycznej, zasiadał w Komisji Rolnictwa i Gospodarki Żywnościowej. Nie ubiegał się o reelekcję, po rozwiązaniu partii był członkiem Socjaldemokracji Rzeczypospolitej Polskiej. Zajął się prowadzeniem działalności gospodarczej w rodzinnej miejscowości w ramach spółki prawa handlowego.
W 1988 odznaczony Złotym Krzyżem Zasługi.